# Supergrupo Karoo

Una línea temporal de la historia geológica de la Tierra, con énfasis en los eventos en el sur de África. El bloque verde con la etiqueta K indica cuándo se depositó el Supergrupo Karoo, en relación con el supergrupo Cabo, C, inmediatamente antes. La W indica cuándo se estableció el supergrupo Witwatersrand, mucho más en el pasado. El gráfico también indica el período durante el cual se formaron formaciones de piedra de hierro en bandas en la Tierra, indicativo de una atmósfera libre de oxígeno. La corteza terrestre se fundió total o parcialmente durante el Eón Hadeano, por lo tanto, las rocas más antiguas de la Tierra tienen menos de 4000 millones de años. Uno de los primeros microcontinentes que se formó fue el CrRaton Kaapvaal, que constituye la base de la parte noreste del país. El montaje y la ruptura de Gondwana son, en términos de la historia geológica de la tierra y de Sudáfrica, eventos relativamente recientes.

El supergrupo Karoo es la unidad estratigráfica más extendida en África al sur del desierto de Kalahari. El supergrupo consiste en una secuencia de unidades, en su mayoría de origen no marino, depositadas entre el Carbonífero tardío y el Jurásico temprano, un período de aproximadamente 120 millones de años.
En el sur de África, las rocas del Supergrupo Karoo cubren casi dos tercios de la superficie terrestre actual, incluidas todo Lesoto, casi toda la provincia del Estado Libre y grandes partes del Cabo Oriental, Cabo Norte, Mpumalanga y la provincia de KwaZulu-Natal de Sudáfrica. Afloramientos del supergrupo Karoo también se encuentran en Namibia, Suazilandia, Zambia, Zimbabue y Malawi, así como en otros continentes que formaron parte de Gondwana. Las cuencas en las que se depositó se formaron durante la formación y ruptura de Pangea. La zona tipo del Supergrupo Karoo es el Gran Karoo en Sudáfrica, donde están expuestos los afloramientos más extensos de la secuencia. Sus estratos, que consisten principalmente en lutitas y areniscas, registran una secuencia casi continua de deposición glacial marina a terrestre desde el Carbonífero tardío hasta el Jurásico temprano. Estos se acumularon en una cuenca en retroarco llamada la cuenca "Karoo principal". Esta cuenca se formó por la subducción y la orogénesis a lo largo de la frontera sur de lo que finalmente se convirtió en África austral, en el sur de Gondwana. Sus sedimentos alcanzan un espesor acumulado máximo de 12 km, con las lavas basálticas suprayacentes (el Grupo Drakensberg) de al menos 1,4 km de espesor.
Los fósiles incluyen plantas (macro-fósiles y polen), insectos raros y peces, tetrápodos comunes y diversos (principalmente reptiles terápsidos, anfibios temnospóndilos y dinosaurios del estrato superior) e icnofósiles. Su bioestratigrafía se ha utilizado como el estándar internacional para la correlación global de los estratos no marinos del Pérmico con el Jurásico.

## Origen geológico

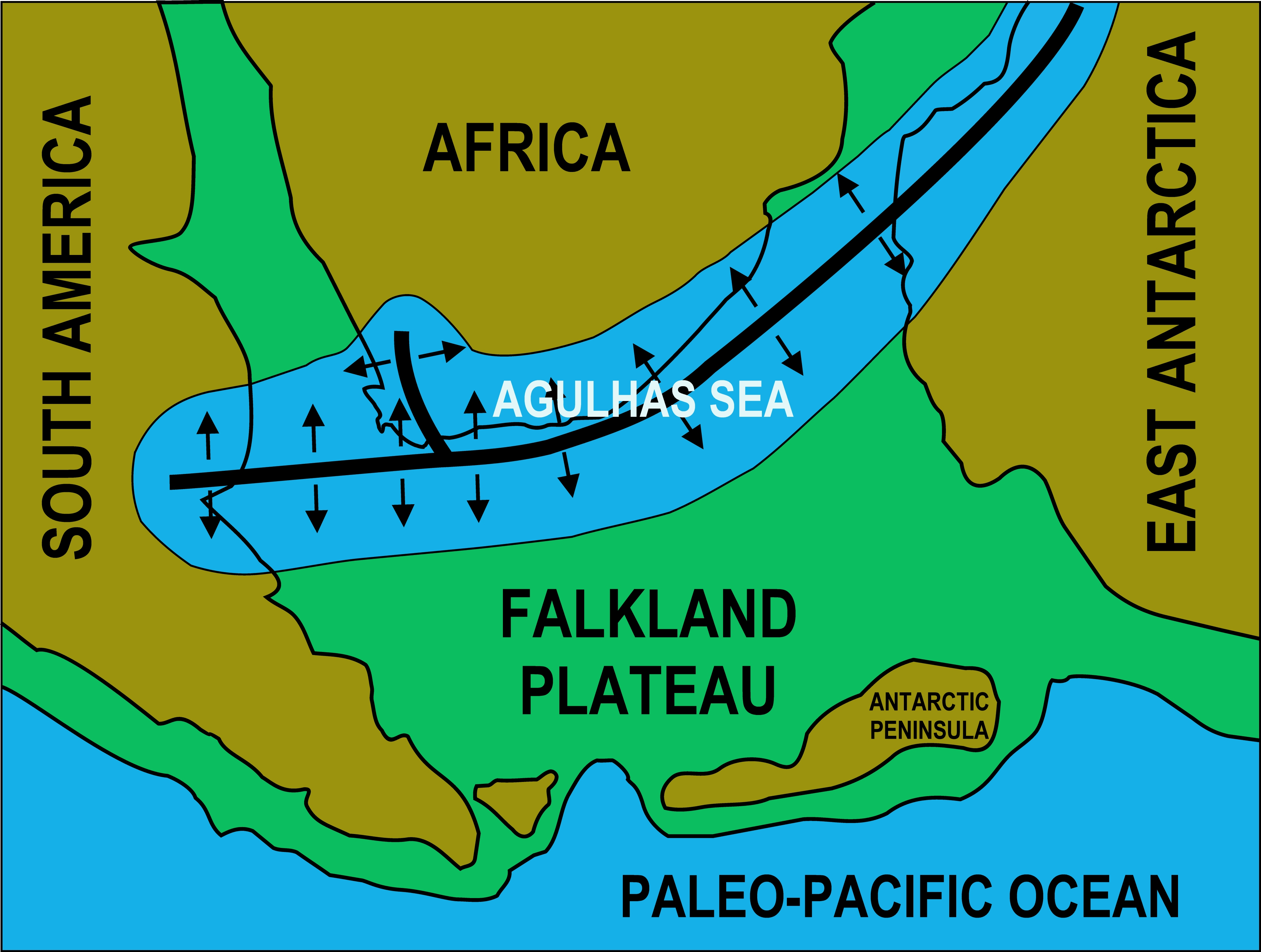
El sur de Gondwana durante los períodos Cámbrico-Ordoviciano. Los continentes de hoy en los que este Supercontinente finalmente se separó se indican en color marrón. Una grieta se desarrolló hace unos 510 millones de años, separando el sur de África de la meseta de las Malvinas. Las inundaciones de la grieta formaron el mar de Agulhas. Los sedimentos que se acumularon en este mar poco profundo se consolidaron para formar el supergrupo Cabo de rocas, que en la actualidad forman el Cinturón del Pliegue del Cabo. Este sector de Gondwana probablemente estaba ubicada en el lado opuesto del Polo Sur con respecto a la posición actual de África, pero la orientación se presenta como si África hubiera estado en su posición actual.

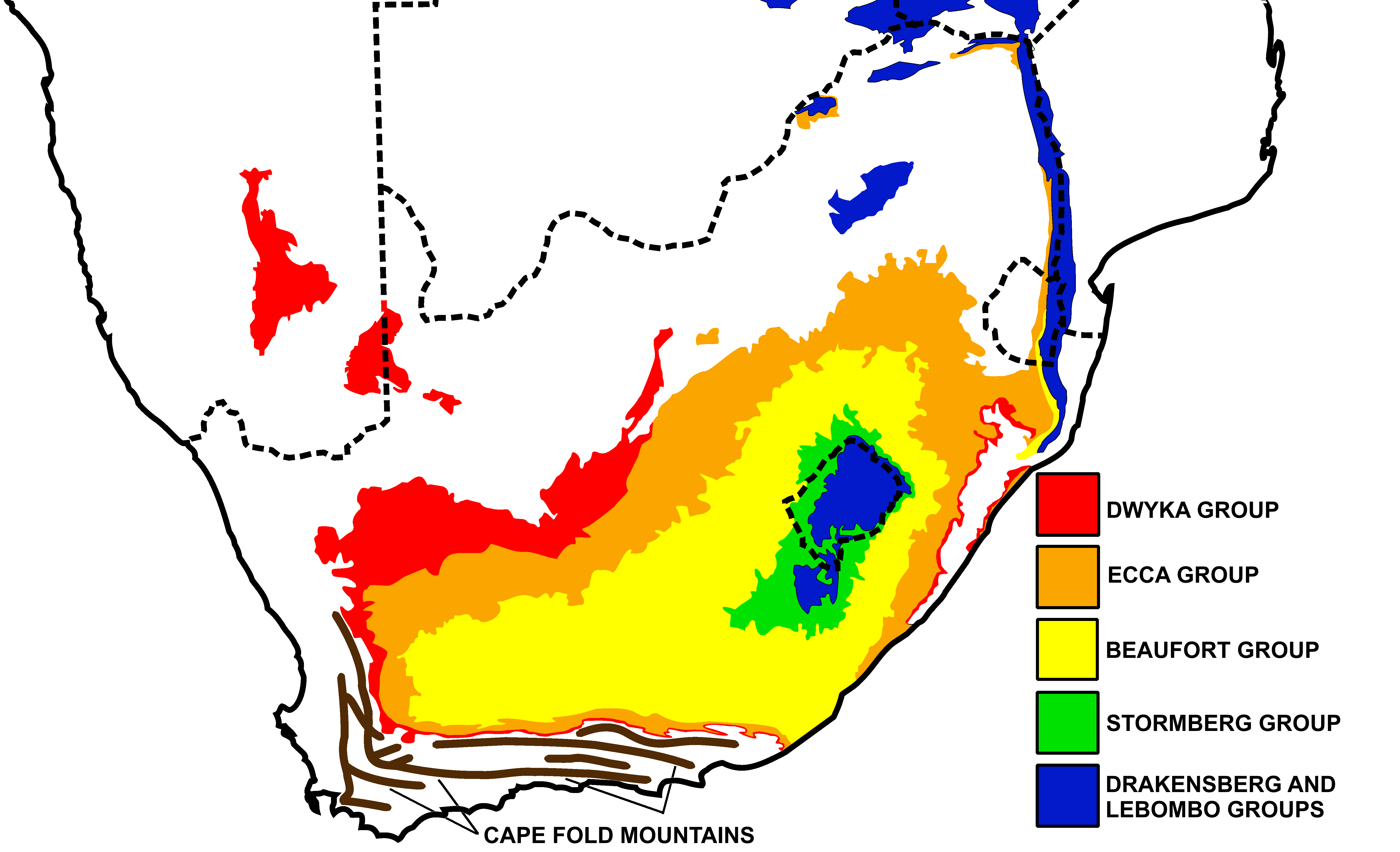
Mapa geológico esquemático de los afloramientos de las rocas del supergrupo Karoo en el Sur de África. La ubicación y estructura aproximada de las Montañas del Pliegue del Cabo también se indican esquematizadas como referencia.

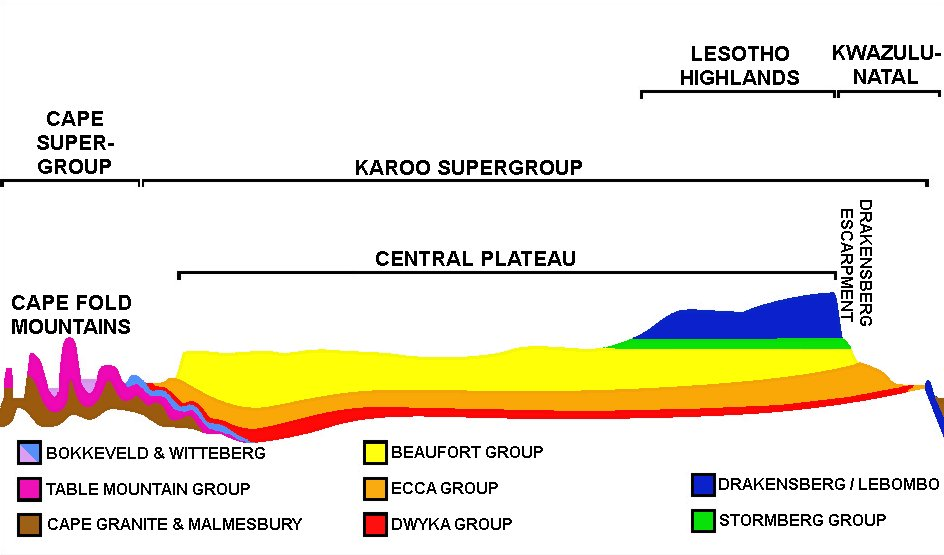
Corte geológico aproximado SO-NE de Sudáfrica, con la península del Cabo (con la Table Mountain) a la izquierda, y KwaZulu-Natal al noreste a la derecha. En forma de esquema y sin escala. El código de color del supergrupo Karoo es el mismo que en la ilustración superior.